# Élections législatives suédoises de 1976

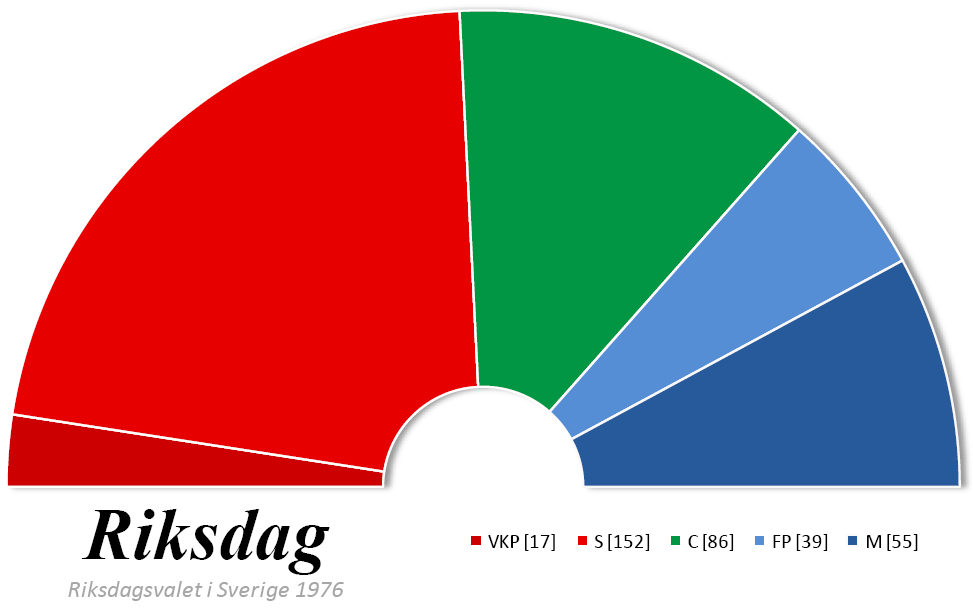
Le Riksdag après les élections.

Parti arrivé en tête par municipalité.

Les élections législatives suédoises de 1976 se sont déroulées le 19 septembre 1976. Le nombre de sièges à pourvoir passe de 350 à 349 pour éviter que ne se reproduise la situation de 1973, où les partis de gouvernement et ceux d'oppositions comptaient exactement le même nombre de sièges (175), rendant l'exercice du vote difficile.
Bien que le Parti social-démocrate reste le mieux représenté au Riksdag, c'est une coalition de centre droit réunissant les Modérés, le Parti du centre et le Parti du peuple qui prend le pouvoir. Le centriste Thorbjörn Fälldin devient Premier ministre. C'est la première fois depuis 1936 que la Suède n'est plus gouvernée par les social-démocrates.

## Résultats
|                           |                                         |           |       |      |        |               |  |  |  |
| Parti                     | Parti                                   | Votes     | %     | +/−  | Sièges | +/−           |  |  |  |
|                           | Parti social-démocrate (S)              | 2 324 603 | 42,75 | 0,81 | 152    | 4             |  |  |  |
|                           | Parti du centre (C)                     | 1 309 669 | 24,08 | 1,02 | 86     | 4             |  |  |  |
|                           | Modérés (M)                             | 847 672   | 15,59 | 1,3  | 55     | 4             |  |  |  |
|                           | Parti du peuple (FP)                    | 601 556   | 11,06 | 1,64 | 39     | 5             |  |  |  |
|                           | Parti de gauche - Les communistes (VPK) | 258 432   | 4,75  | 0,58 | 17     | 2             |  |  |  |
|                           | Unité chrétienne démocrate (KDS)        | 73 844    | 1,36  | 0,39 | 0      | en stagnation |  |  |  |
|                           | Parti communiste de Suède (SKP)         | 17 309    | 0,32  | 0,05 | 0      | en stagnation |  |  |  |
|                           | Autres partis                           | 4 663     | 0,09  | –    | 0      | en stagnation |  |  |  |
|                           |                                         |           |       |      |        |               |  |  |  |
| Votes valides             | Votes valides                           | 5 437 748 | 99,65 |      |        |               |  |  |  |
| Votes blancs et invalides | Votes blancs et invalides               | 19 295    | 0,35  |      |        |               |  |  |  |
| Total                     | Total                                   | 5 457 043 | 100   | –    | 349    | 1             |  |  |  |
| Abstentions               | Abstentions                             | 490 034   | 8,24  |      |        |               |  |  |  |
| Inscrits / participation  | Inscrits / participation                | 5 947 077 | 91,76 |      |        |               |  |  |  |